# Thomas Wynne
Thomas Wynne (ur. 20 lipca 1627 w Caerwys, zm. 12 stycznia 1692 w Filadelfii) – osobisty lekarz Williama Penna, jeden z pierwszych osadników w pensylwańskiej Filadelfii, polityk, speaker Zgromadzenia Prowincjonalnego Pensylwanii.

## Życiorys
Thomas Wynne urodził się 20 lipca 1627 roku w północnowalijskim dworku Caerwys w probostwie Ysceifiog – jego przodkowie należeli do posiadaczy ziemskich od piętnastu pokoleń. Ojciec, Thomas ap John Wynne, zmarł kiedy młody Thomas miał sześć lat. Matka nie była w stanie łożyć na drogą edukację przez co musiał zająć się bednarstwem. Poprzez nieustające zainteresowanie będącą dopiero w powijakach chirurgią Wynne poznał doktora Richarda Moore'a, który docenił talent młodzika i począł go szkolić; zdolności nabyte przy konstrukcji beczek okazały się wielce pomocne. W 1659 roku uzyskał licencję od doktorów Hollinsa, Needhama i Moore'a, zezwalającą na praktykowanie sztuki, uprzednio zaliczywszy egzamin, polegający na złożeniu ludzkiego szkieletu z nieposegregowanych kości.
W 1655 roku poślubił Marthę Buttall, kwakierkę i prędko przyjął nową doktrynę. Jako dobry mówca chętnie nauczał o nowej wierze w Walii oraz Londynie – był dwukrotnie aresztowany w 1661 roku. W 1667 roku wydał pamflet, napisany częściowo po angielsku i walijsku, opisujący wierzenia kwakrów. Oskarżony o zdradę stanu, w konsekwencji przystąpienia do Religijnego Towarzystwa Przyjaciół, spędził 6 lat w więzieniu.
Walijscy kwakrzy, zainspirowani przez wizję własnej kolonii w Ameryce Północnej autorstwa Williama Penna, tworzyli kompanie kupujące ziemię. Edward Jones – zięć Wynne'a, założył kompanię, która podzieliła obszar 5000 akrów pomiędzy 17 inwestorów, sprzedając parcele za 5 funtów i 6 szylingów. Idąc za jego przykładem Thomas zorganizował własną kompanię kwakrów, skupującą ziemię w przyszłej Pensylwanii. 30 sierpnia 1682 roku, na statku "Welcome", Wynne pożeglował do Nowego Świata. Do momentu przybicia w zatoce Delaware trzydziestu ze stu pasażerów zmarło na ospę.
Zagospodarowawszy się na nowej ziemi zbudował stojącą do dziś rezydencję Wynnestay. 12 marca 1683 roku Penn mianował Wynne'a spikerem nowo powstałego Zgromadzenia Prowincjonalnego. Był jednym z sześciu sygnatariuszy dokumentu porozumienia z Indianami. W 1684 roku powrócił wraz z Pennem do Anglii na pokładzie keczu "Endeavor". Pozostał tam przez dwa lata, by ponownie – w 1687 roku – udać się do hrabstwa Sussex. 3 maja tego roku został mianowany sędzią hrabstwa. W latach 1687–1688 był także reprezentantem Zgromadzenia Prowincjonalnego Pensylwanii.
Zmarł 16 marca 1692 roku w Filadelfii, podczas walnego spotkania kwakrów. Został pochowany na Duckett's Farm.

## Rodzina
Wynne był dwukrotnie żonaty. Pierwszy ślub odbył się w 1655 roku w Wrexham z Marthą Buttall (1627–1670), z którą miał pięć córek i syna. Martha zmarła w 1670 roku. 20 lipca 1676 roku ożenił się z Elizabeth Chorley; Elizabeth miała siódemkę dzieci z poprzednich dwóch małżeństw, jednak razem nie posiadali żadnego potomstwa.